# مصطفى بن محمد الكستلي
مصطفى بن محمد الكستلي (ت. 901 هـ) من القضاة والمدرسين.
هو مصطفى بن محمد القسطلاني، الرومي، الحنفي، ويعرف بالكستلي. ولي قضاء بروسة ثلاث مرات، ثم قضاء ادرنة، فقضاء القسطنطينية، فقضاء العسكر. توفي بالقسطنطينية، ودفن بجوار أبي أيوب الأنصاري.

## آثاره
من آثاره:
- رسالة في سبع اشكالات من المواقف في علم الكلام للإيجي.
- رسالة في جهة القبلة.
- حاشية على عقائد النسفي للتفتازاني.
- تعليقة على التوضيح في أصول الفقه.
- رسالة في في تفسير قوله سبحانه وتعالى فسحقا لأصحاب السعير.[1]

وله رسائل أخرى في علوم مختلفة، أغلبها غير محققة.